# Usha Goswami
Pour les articles homonymes, voir Goswami.
Usha Goswami est psychologue, chercheur et professeure en neurosciences cognitives du développement au St John's College de l'université de Cambridge, dont elle dirige le Centre for Neurosciences in Education. Elle est spécialiste de l'acquisition de la lecture et de la dyslexie développementale.

## Éducation et carrière
Goswami a obtenu une licence (Bachelor in Arts) avec honneurs à l'université d'Oxford. Elle a ensuite étudié à l'université de Londres où elle est a obtenu son master en éducation (Post Graduate Certificate in Education) pour enseignement primaire. En 1987, elle a obtenu sa thèse doctorale (D. Phil) en psychologie du développement, à l'université d'Oxford. Sa thèse portait sur l'acquisition de la lecture et de l'orthographe par analogie. Elle est devenue professeur en psychologie du développement cognitif à l'institut de la santé de l'enfant, au University College de Londres. En janvier 2003, elle est nommée professeure à l'université de Cambridge où elle dirige le Center for Neurosciences in Education.

## Recherche
Goswami est spécialiste de l'acquisition de la lecture et des troubles de l'apprentissage de la lecture. Goswami travaille sur les bases neurales de la dyslexie développementale, la base neurale de la parole et du langage, et de la base neurale de la rythmique, le comportement du moteur. Le centre de recherche dont elle est directrice utilise les technologies de l'électro-encéphalogramme (EEG) et l'imagerie spectroscopique proche infrarouge (fNIRS) pour étudier le développement du cerveau. 
Goswami étudie l'origine des dyslexies développementales sous l'angle des troubles du langage (plutôt que des troubles visuels). Ses observations indiquent que les enfants dyslexiques perçoivent auditivement le langage légèrement différemment des enfants non dyslexiques. Chez les enfants tout venant, lorsque les ondes sonores atteignent le cerveau, la réaction cérébrale varie en fonction du rythme qui est créé par l'accentuation des syllabes. Les processus observés à ce niveau chez les enfants dyslexiques diffèrent de ceux des non-dyslexiques. Goswami s'intéresse aux applications de cette découverte, en particulier à la question de savoir si, et comment, la lecture de poésie, l'apprentissage de comptines et de chants peuvent diminuer les difficultés des enfants dyslexiques en améliorant les correspondances entre rythmes des mots et détection des syllabes,.

## Honneurs et récompenses
Les recherches d'Usha Goswami ont été récompensées par plusieurs prix. En début de carrière, elle a reçu la médaille Spearman de la société de psychologie britannique, qui récompense l'excellence en début de carrière, le prix Norman Geschwind-Rodin (un prix suédois récompensant l'excellence de la recherche dans le domaine de la dyslexie), et a reçu des bourses de recherche de l'Académie Nationale de l'Éducation (États-unis), de la Fondation Alexander von Humboldt (Allemagne), et du Leverhulme Trust. 
En 2013, elle est élue membre de la British Academy.
Elle a siégé sur plusieurs projets nationaux relatifs à l'éducation et aux troubles de l'apprentissage. Usha Goswami a également été membre de plusieurs conseils d'administration, dont le conseil des attributions de bourses de recherche ESRC (1998-2000), le conseil des neurosciences et santé mentale  pour le Medical Reseach Council (1999-2003), et le conseil Cross Board Group de la même institution (2001-2003).

## Principales publications

### Articles
- Huss M, Verney JP, Fosker T, Mead N & Goswami U (2011). Music, rhythm, rise time perception and developmental dyslexia: Perception of musical meter predicts reading and phonology. Cortex, 47, 674-89.
- Beddington J, Cooper CL, Field J, Goswami U, Huppert FA, Jenkins R, Jones HS, Kirkwood TBL, Sahakian BJ & Thomas SM (2008). The mental wealth of nations. Nature 455: 1057-1060.
- Goswami U (2006). Neuroscience and education: from research to practice? Nat Rev Neurosci 7(5):406-11.
- Ziegler J & Goswami U (2005). Reading acquisition, developmental dyslexia, and skilled reading across languages: a psycholinguistic grain size theory, Psychological Bulletin, 131(1), 3-29[1].

### Ouvrages
- Goswami, U (2014). Child Psychology: A very short introduction. Oxford University Press.
- Goswami, U (2010). The Wiley-Blackwell Handbook of Childhood Cognitive Development: 2nd Edition. Blackwell Handbooks of Developmental Psychology.
- Goswami, U (2010). Phonology, reading and reading difficulty. In K. Hall, U. Goswami, C. Harrison, S. Ellis and J. Soler (Eds) Interdisciplinary Perspectives on Learning to Read: Culture, Cognition and Pedagogy. London: Routledge.
- Goswami, U (2008). Cognitive Development: The Learning Brain. Psychology Press, Taylor & Francis.
- Cooper CL, Field J, Goswami U, Jenkins R, & Sahakian BJ (2009) (Eds.). Mental Capital and Wellbeing. Oxford: Wiley-Blackwell.
- Goswami, U (2008). Cognitive Development: The Learning Brain. Psychology Press, Taylor & Francis.
- Goswami, U (2006). Cognitive Development: Critical Concepts in Psychology. London: Routledge.
- Goswami, U (2002 & 2004). Blackwell Handbook of Childhood Cognitive Development. Oxford: Blackwell[1].